# Čubura, Ražanj
Čubura (izvirno srbsko Чубура) je naselje v Srbiji, ki upravno spada pod Občino Ražanj; slednja pa je del Niškega upravnega okraja.

## Demografija
V naselju, katerega izvirno (srbsko-cirilično) ime je Чубура, živi 169 polnoletnih prebivalcev, pri čemer je njihova povprečna starost 47,8 let (44,4 pri moških in 51,3 pri ženskah). Naselje ima 56 gospodinjstev, pri čemer je povprečno število članov na gospodinjstvo 3,46.
To naselje je popolnoma srbsko (glede na rezultate popisa iz leta 2002), a v času zadnjih treh popisov je opazno zmanjšanje števila prebivalcev.
|  |

| Demografija | Demografija     | Demografija     |
| Leto        | Št. prebivalcev | Št. prebivalcev |
| ----------- | --------------- | --------------- |
|             |                 |                 |
|             |                 |                 |
|             |                 |                 |
|             |                 |                 |
| 1948        | 324             |                 |
| 1953        | 343             |                 |
| 1961        | 309             |                 |
| 1971        | 283             |                 |
| 1981        | 270             |                 |
| 1991        | 249             | 248             |
| 2002        | 194             | 194             |
|             |                 |                 |

| Etnična sestava po popisu iz leta 2002 | Etnična sestava po popisu iz leta 2002 | Etnična sestava po popisu iz leta 2002 | Etnična sestava po popisu iz leta 2002 | Etnična sestava po popisu iz leta 2002 |
| -------------------------------------- | -------------------------------------- | -------------------------------------- | -------------------------------------- | -------------------------------------- |
| Srbi                                   | Srbi                                   |                                        | 194                                    | 100,0%                                 |
| Neznano                                | Neznano                                |                                        | 0                                      | 0,0%                                   |